# ヘーヒシュテット・アン・デア・ドナウ
ヘーヒシュテット・アン・デア・ドナウ（ドイツ語: Höchstädt an der Donau、公式表記は Höchstädt a.d.Donau、ドイツ語発音: [ˈhøːçʃtɛt]）は、ドイツ連邦共和国バイエルン州シュヴァーベン行政管区のディリンゲン・アン・デア・ドナウ郡に属す市であり、ヘーヒシュテット・アン・デア・ドナウ行政共同体の本部所在地である。

## 地理
この街はディリンゲン・アン・デア・ドナウの北東 7 km、アウクスブルクからは北西約 40 km に位置している。
この街には7つのゲマインデタイル（村落、集落、開墾地などの小地区）が存在する。
- ヘーヒシュテット・アン・デア・ドナウ
- ガルゲンミューレ
- ホーフマトシュヴァイク
- ダイゼンホーフェン（ミッテルミューレを含む）
- オーバーグラウハイム
- シュヴェネンバッハ
- ゾンダーハイム

## 歴史
この集落の名前は、1081年に初めて文献に記録されている。シュタウフェン朝の終焉後ヘーヒシュテットはバイエルン領となった。1505年から1808年までこの街はプファルツ＝ノイブルク侯領（「ユンゲ・プファルツ」）に属した。オットーハインリヒ公の下、ヘーヒシュテットはプファルツ＝ノイブルク領とともに福音主義に改宗した。

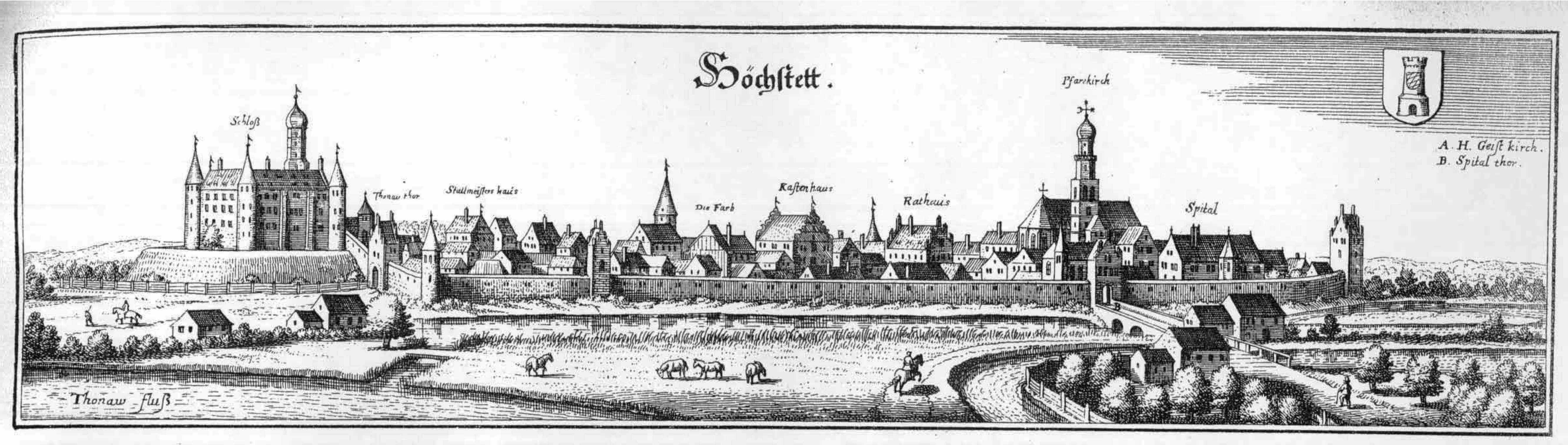
1665年に出版されたマテウス・メーリアンの銅版画に描かれたヘーヒシュテット・アン・デア・ドナウ

ヘーヒシュテットは三十年戦争中の1634年8月21日にイゾラーニ伯ヨハン・ルートヴィヒ・ヘクターが率いるクロアチア騎兵に占領され、略奪を受けた。この際、市壁内の住民や高官に対して酷い残虐行為がなされた。住民たちの苦しみや悲しみは、「それは言葉では言い尽くせない / これほどの戦争よりも酷いことなどありはしない」と表現されるほど非常に大きかった。その結果、多くの住民は将来への望みをなくし、近隣の無傷の村を目指してヘーヒシュテットから去って行った。この街の全盛期は突然終わった。
この街が有名になったのは、1704年にスペイン継承戦争を決定づける戦い、いわゆる第2次ヘーヒシュテットの戦いがその門前で行われた事による。ヘーヒシュテットの戦いと呼ばれる戦闘はこの他に2回ある。同じくスペイン継承戦争の第1次ヘーヒシュテットの戦いは、1703年にフランス＝バイエルン連合軍が、オーストリア＝ブランデンブルク連合軍に勝利した戦いである。第3次ヘーヒシュテットの戦いはその約100年後、1800年に行われた戦いで、第二次対仏大同盟において、ジャン・ヴィクトル・マリー・モローがフランスのライン軍を率いてドナウ川を渡り、オーストリア軍およびそれに同盟するヴュルテンベルク＝バイエルン連合軍に勝利した戦いである。

### 市町村合併
1978年5月1日、市町村再編に伴い、ダイゼンホーフェン、オーバーグラウハイム、シュヴェネンバッハ、ゾンダーハイムがヘーヒシュテット・アン・デア・ドナウに合併した。ゴルトベルクアルムは、1980年にルッツィンゲンに移管された。

## 住民

### 人口推移
1988年から2024年までの間に本市の人口は4,701人から7,501人に約2,800人増加した。これは同期間のこの郡内で最も大きな人口増加であった。

## 行政

### 議会
本市の市議会は、20人の議員と第1市長で構成されている

### 首長
2024年3月1日からシュテファン・カルク (CSU) が第1市長を務めている。

### 紋章
図柄: 金地。3つの青い三角屋根と胸壁を持つ赤い円塔。上部に菱形模様の紋章を斜めに掲げ、下部は赤い胸壁のある壁で囲まれている。
解説: シュタウフェン家は1268年までヘーヒシュテットの領主であった。彼らは1200年からこの集落を都市へと整備してきた。その所領を引き継いだヴィッテルスバッハ家は1269年/1271年から1321年にかけていわゆる「ノイエ・シュタット」（新市街）を建設し、一方古いシュタウフェン時代の施設は1300年以後徐々に放棄されていった。最初の印影は1321年のものが遺されているが、印章はおそらく遅くとも13世紀にはすでに創られていたと考えられる。ヘーヒシュテットの紋章には三峰の山の上に紋章を掲げた塔が描かれていた。菱形模様の紋章は1268年からヴィッテルスバッハ家が領主であったことを示している。ヘーヒシュテットは、当時のコッラディーノの寄進によってバイエルン領となった。塔の描写はその後デザインが変更された。3つの屋根は1471年に描かれた。15世紀初めからは、元の三峰の山が胸壁を持つ城壁に変更された。塔が円塔にされたのと配色は、16世紀からであった。1819年にこの古い紋章が引き続きそのままの形で用いられることが確認された。

### 姉妹都市
- ラインスドルフ＝フリードリヒスグリュン（ドイツ語版、英語版）（ドイツ、ザクセン州）1991年[9]
- ルッパーツベルク（ドイツ語版、英語版）（ドイツ、ラインラント＝プファルツ州）1935年/1987年[10]

## 文化と見所

### 見所

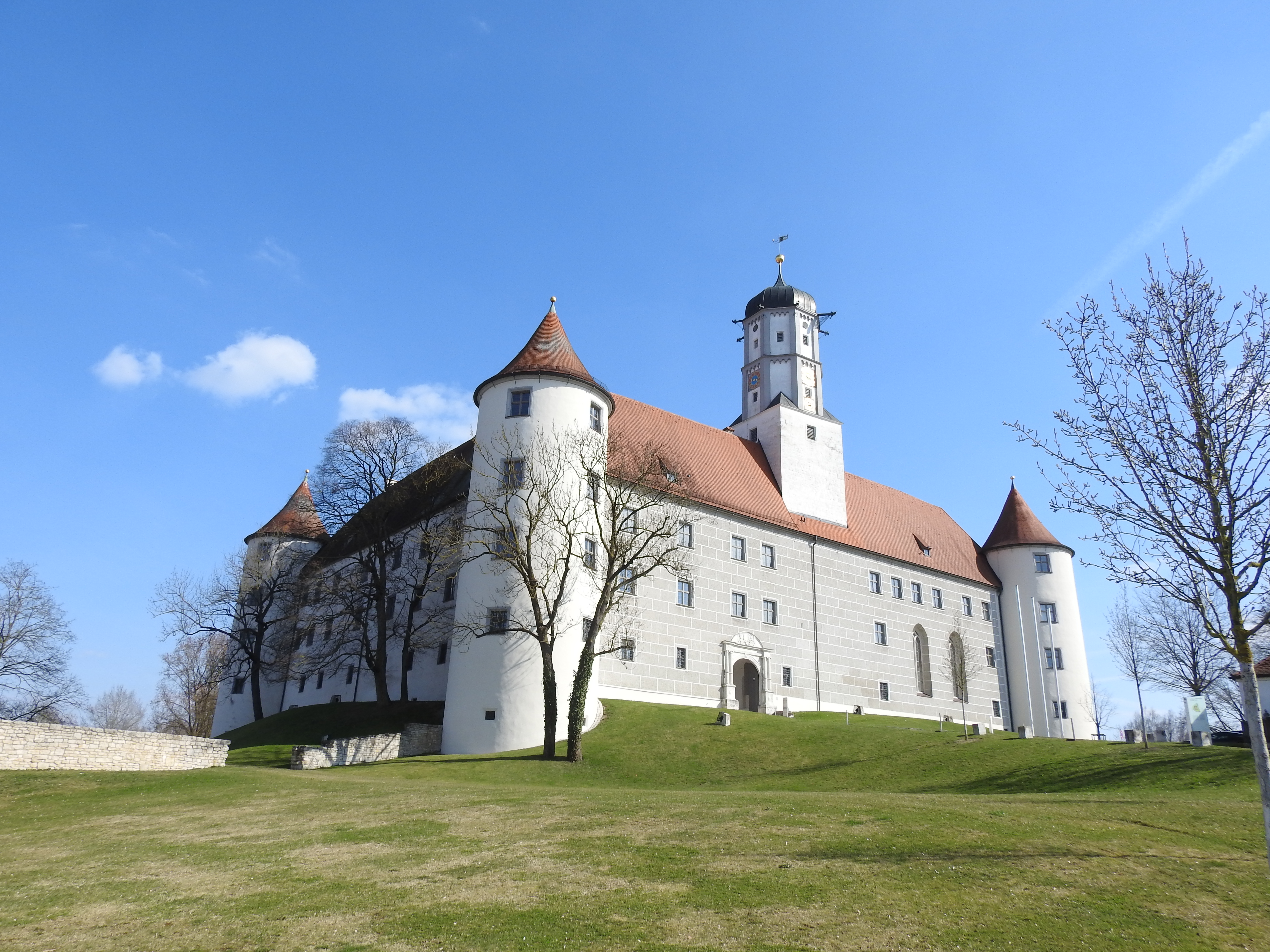
ヘーヒシュテット城

- ヘーヒシュテット城は後期ルネサンス建築である。この城は、1589年から1603年にフィリップ・ルートヴィヒ・フォン・プファルツ＝ノイブルクの命令により建設された。
- 1803年に建設された旧市庁舎内の郷土博物館には、約1万体の錫人形を使って第2次ヘーヒシュテットの戦いを表現した2つのジオラマが展示されている。第二次世界大戦中に全国指導者ローゼンベルク特捜隊による美術品略奪以降、ウクライナのイースターエッグ（ピサンカ）も収蔵していたが[11]、2011年に返還された[12]。
- ゴシック様式の教区教会であるマリア被昇天教会は、アドルフ・コルピング（ドイツ語版、英語版）の遺品を有している。15世紀に建設されたハレンキルヒェであるが、バロック様式の調度を有している。
- ゾンダーハイムのカトリックの教区教会聖ペーターおよびパウル教会は18世紀の天井画と化粧漆喰の装飾を有している。
- シュヴェネンバッハのカトリック教区教会で旧巡礼教会のマリア・インマクラータ（無原罪の御宿り）教会は、ヨハン・アンヴァンダーのフレスコやバルトロメウス・ホイスの作品といったロココ様式の調度を有している。
- ダイゼンホーフェンのカトリック教区教会である聖ニコラウス教会はヨハン・アンヴァンダーのフレスコによりロココ様式で装飾されている。
- 旧ヘーヒシュテット貯蔵庫（穀物貯蔵庫）は北側と南側にバロック様式の破風を有している。この収蔵庫の管理人の館であった旧カストナーハウスは、見事に構築された三階建てのS字型階段破風（ゴシックとルネサンスの過渡期に見られる典型的な様式である）を有している。

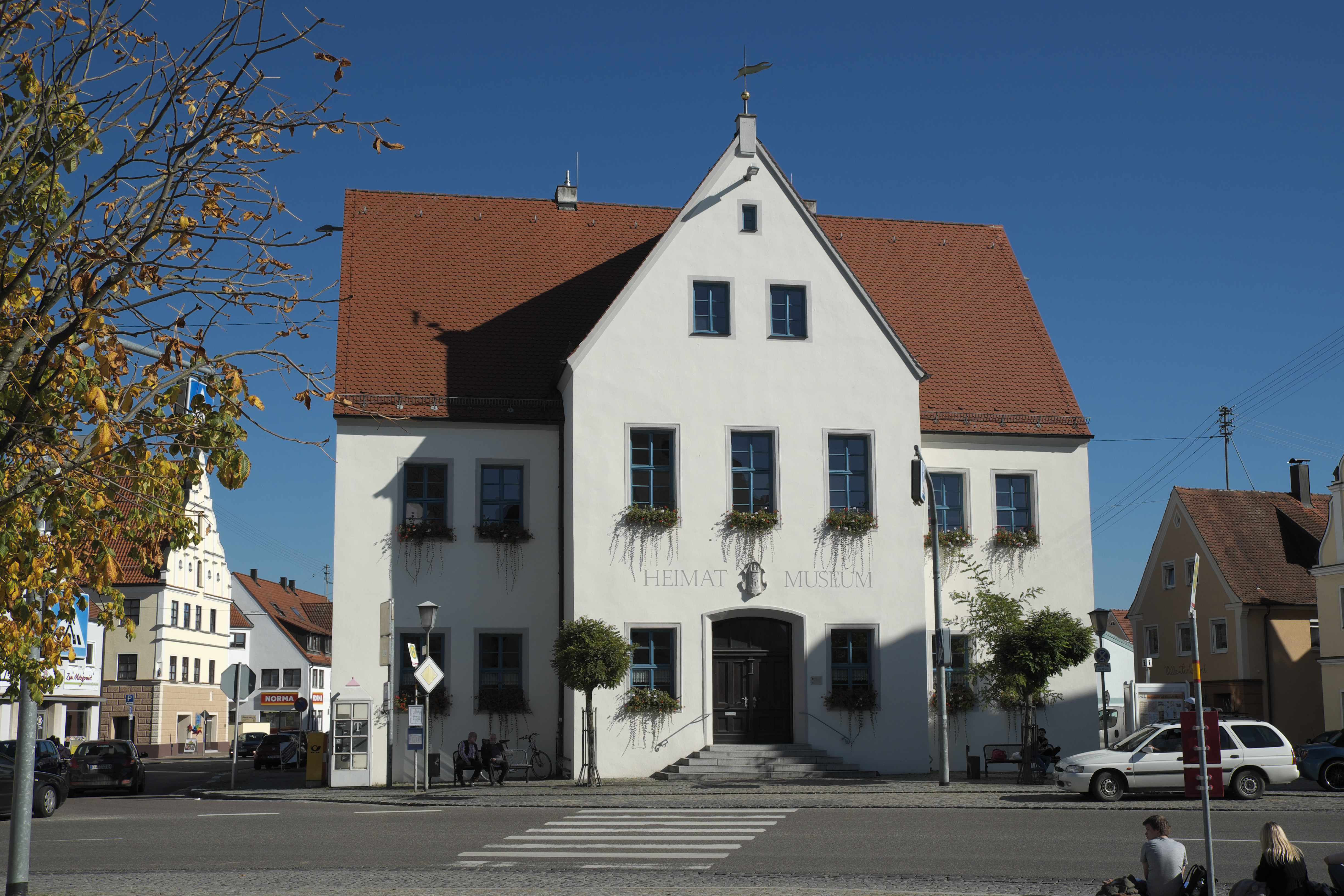
旧市庁舎
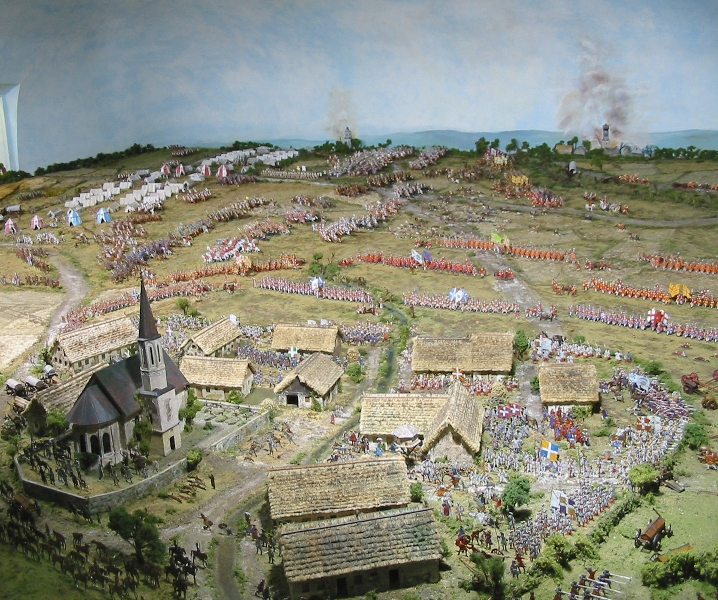
ヘーヒシュテットの戦いのジオラマ
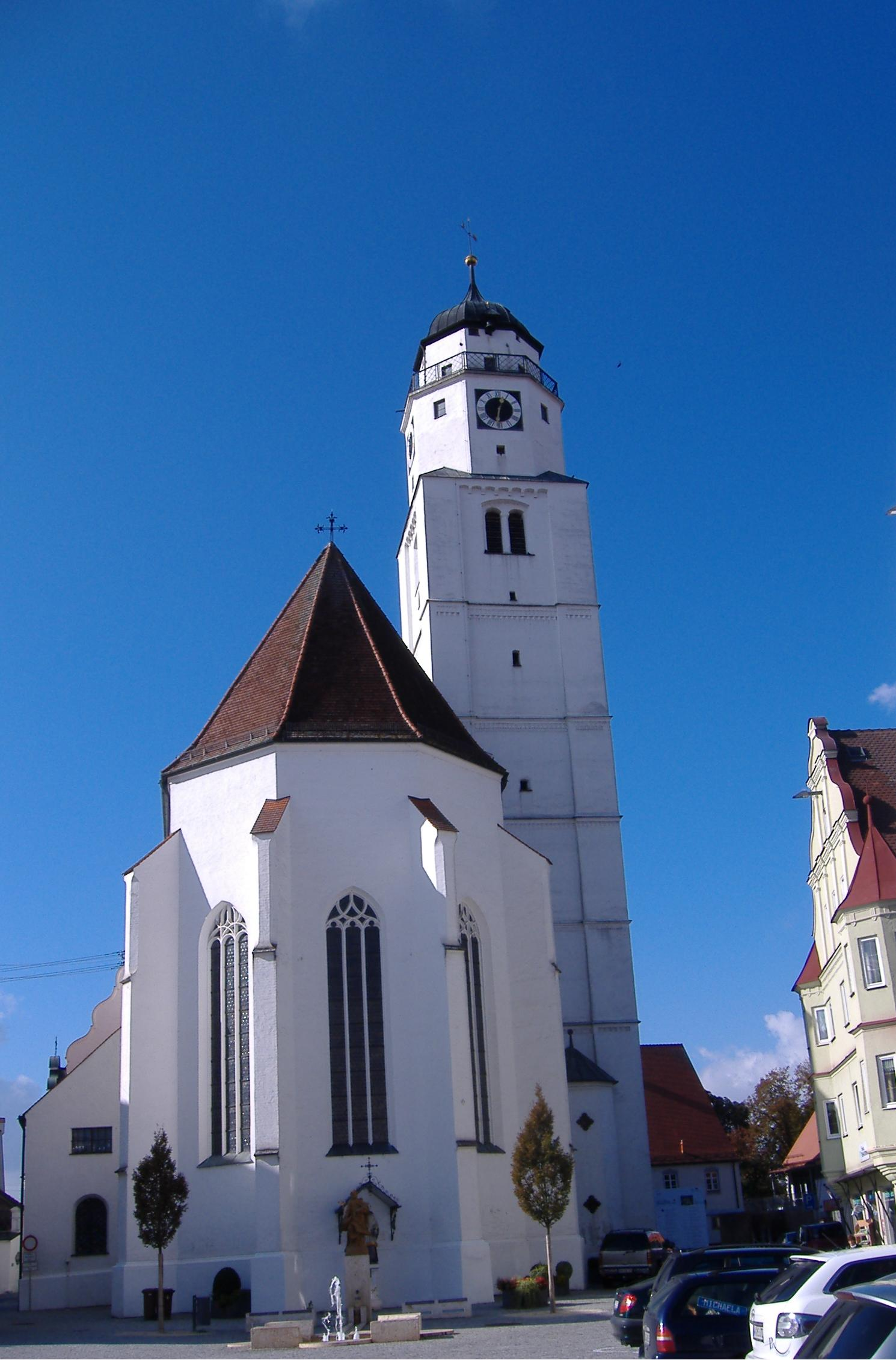
マリア被昇天教会
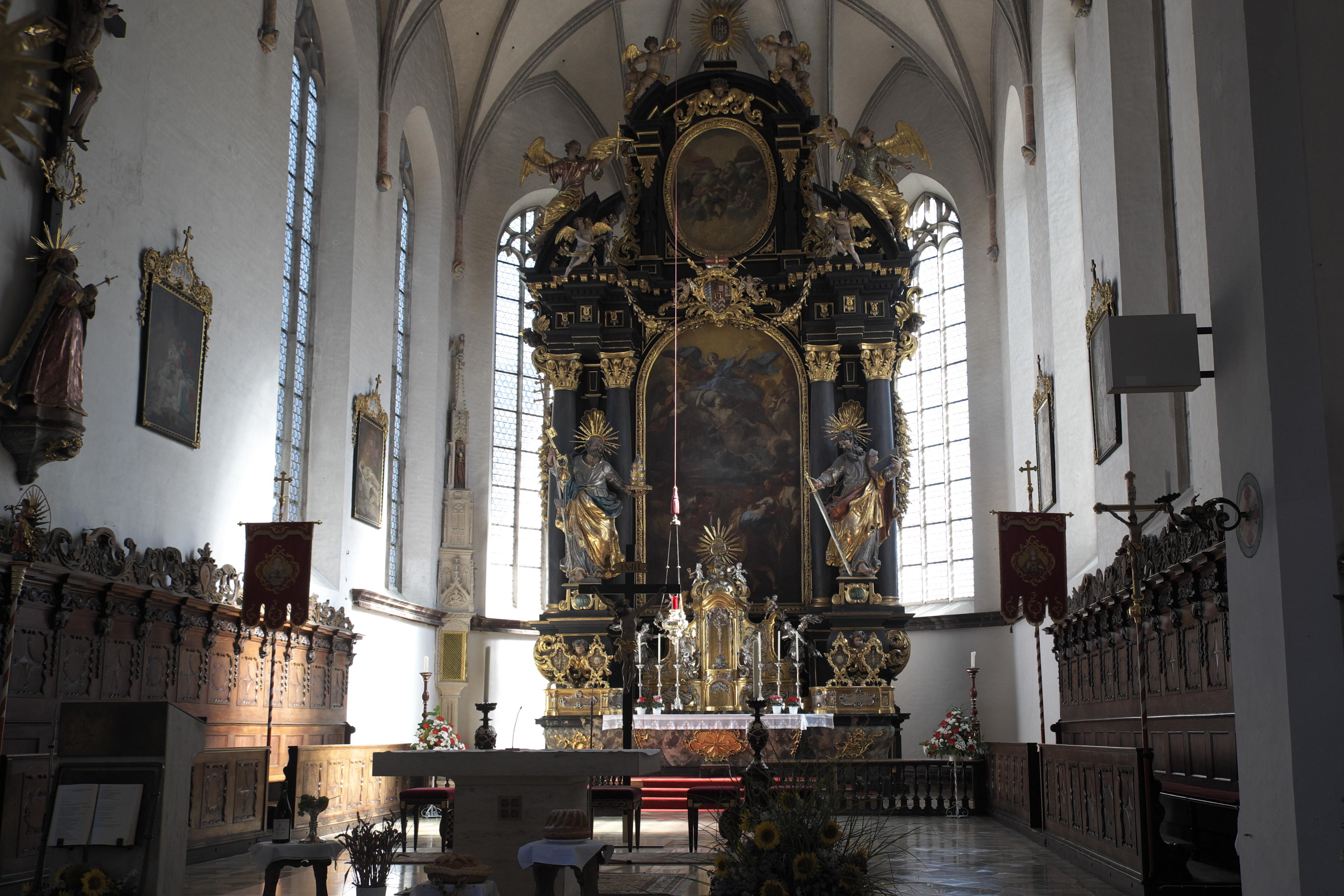
マリア被昇天教会の祭壇
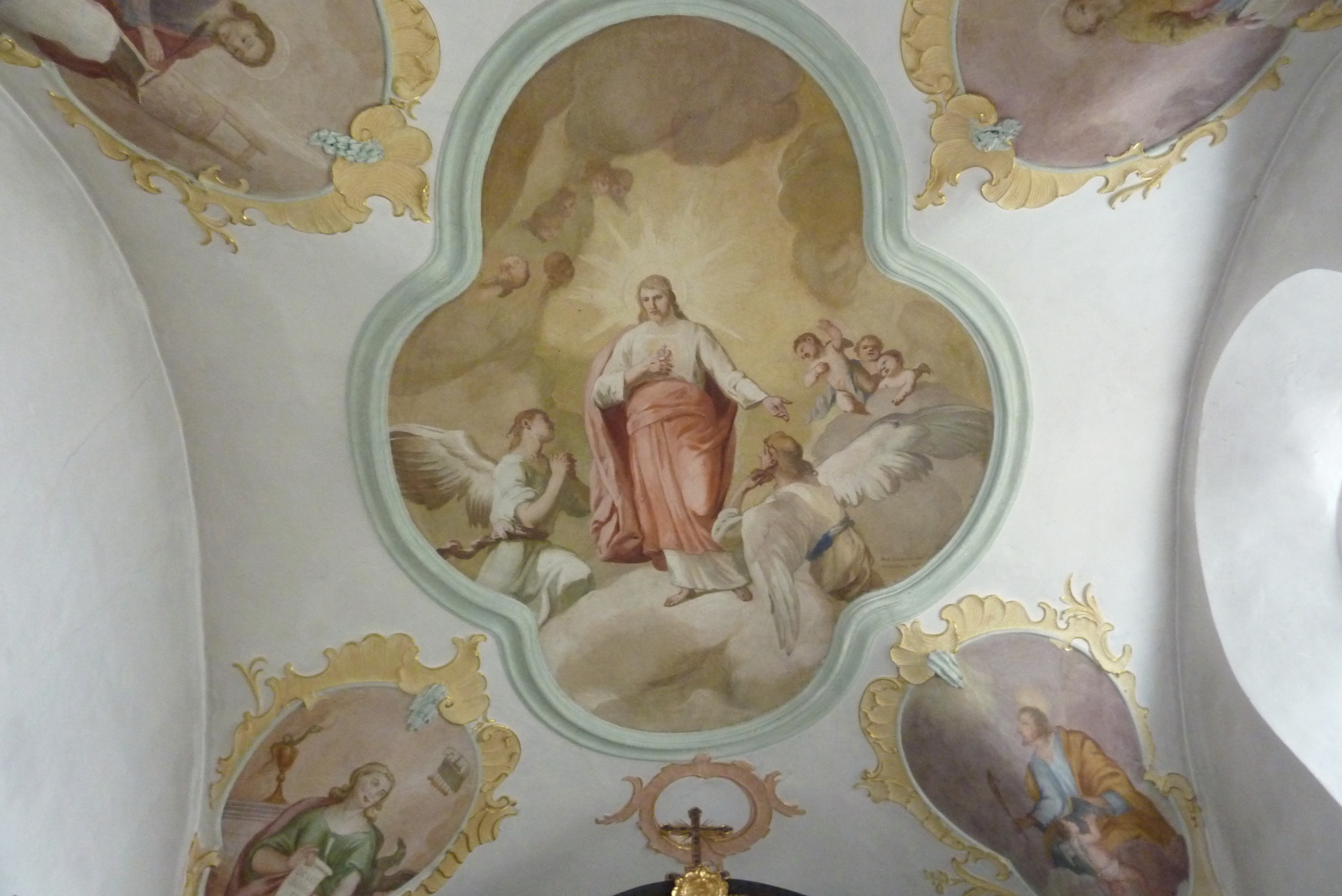
ゾンダーハイムの聖ペーターおよびパウル教会のフレスコ天井画
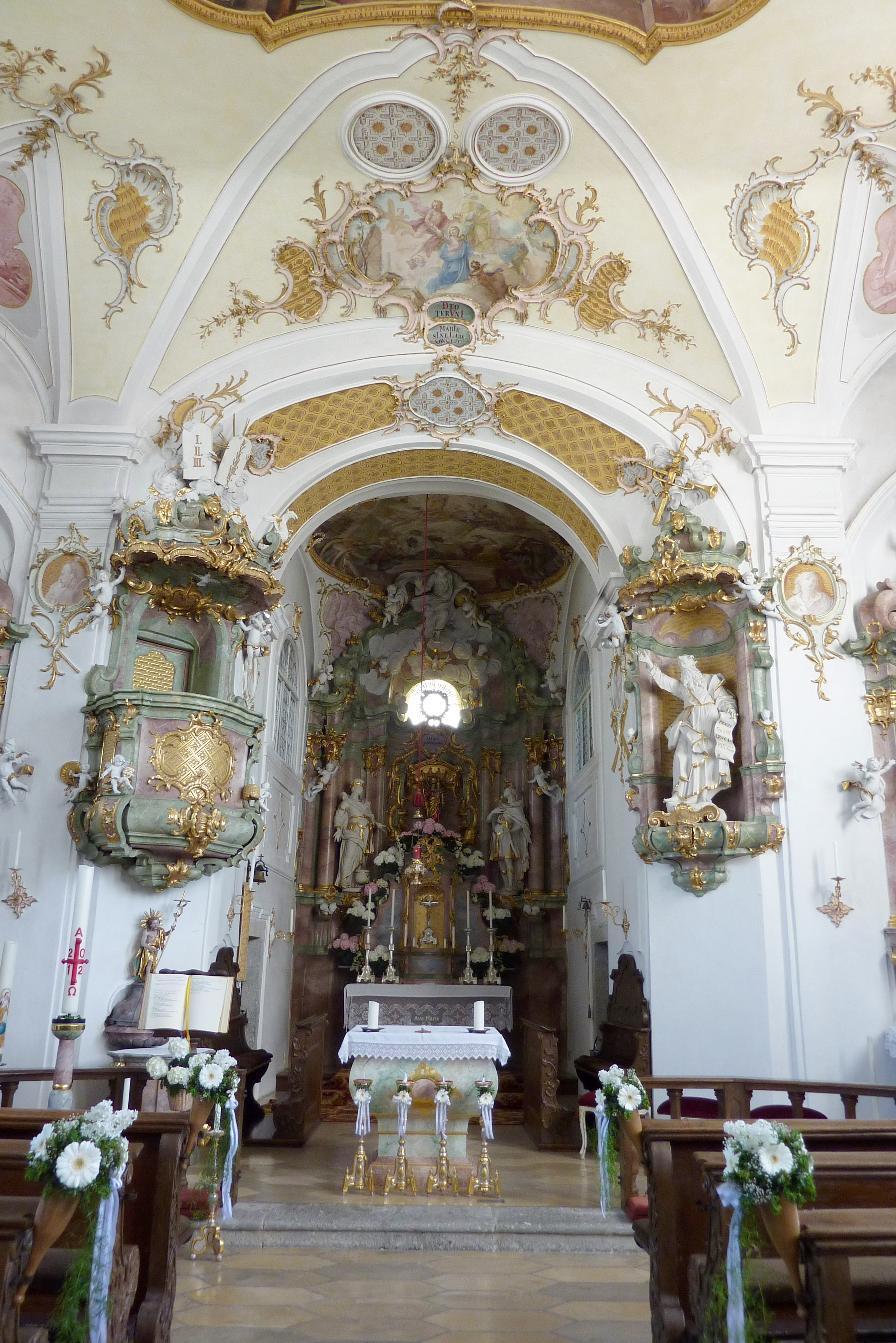
シュヴェネンバッハのマリア・インマクラータ教会の内部装飾
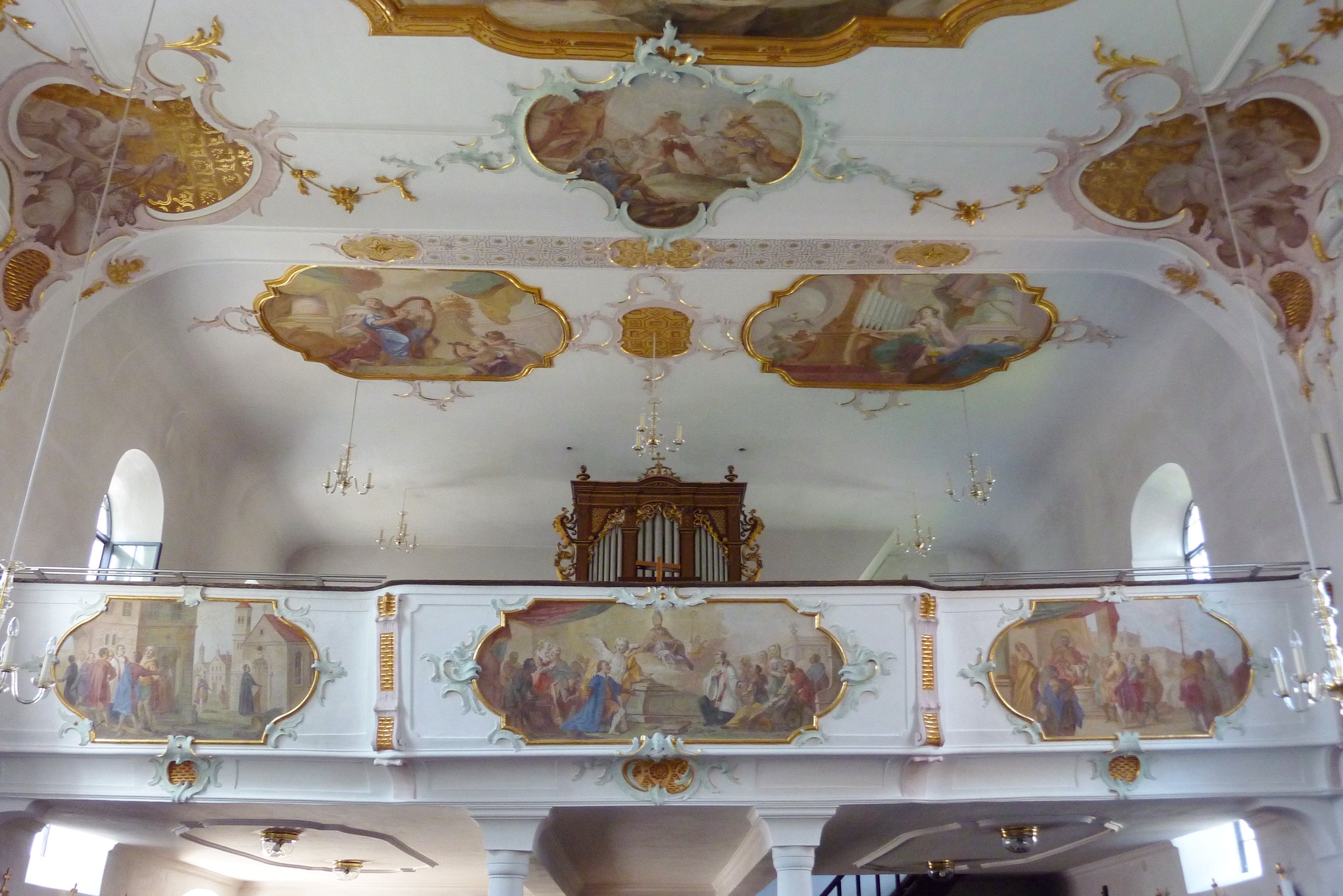
ダイゼンホーフェンの聖ニコラウス教会の内部装飾
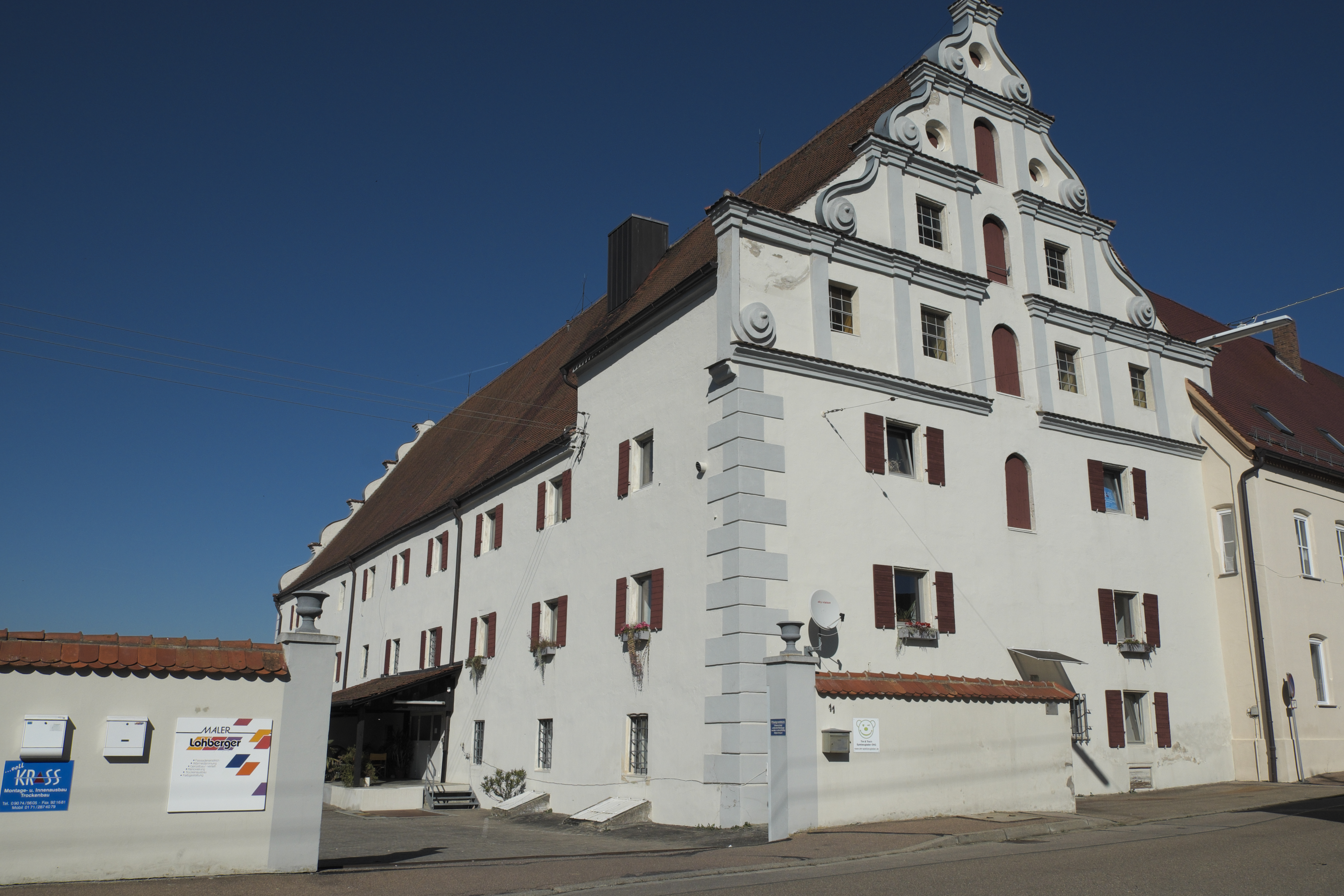
旧ヘーヒシュテット貯蔵庫
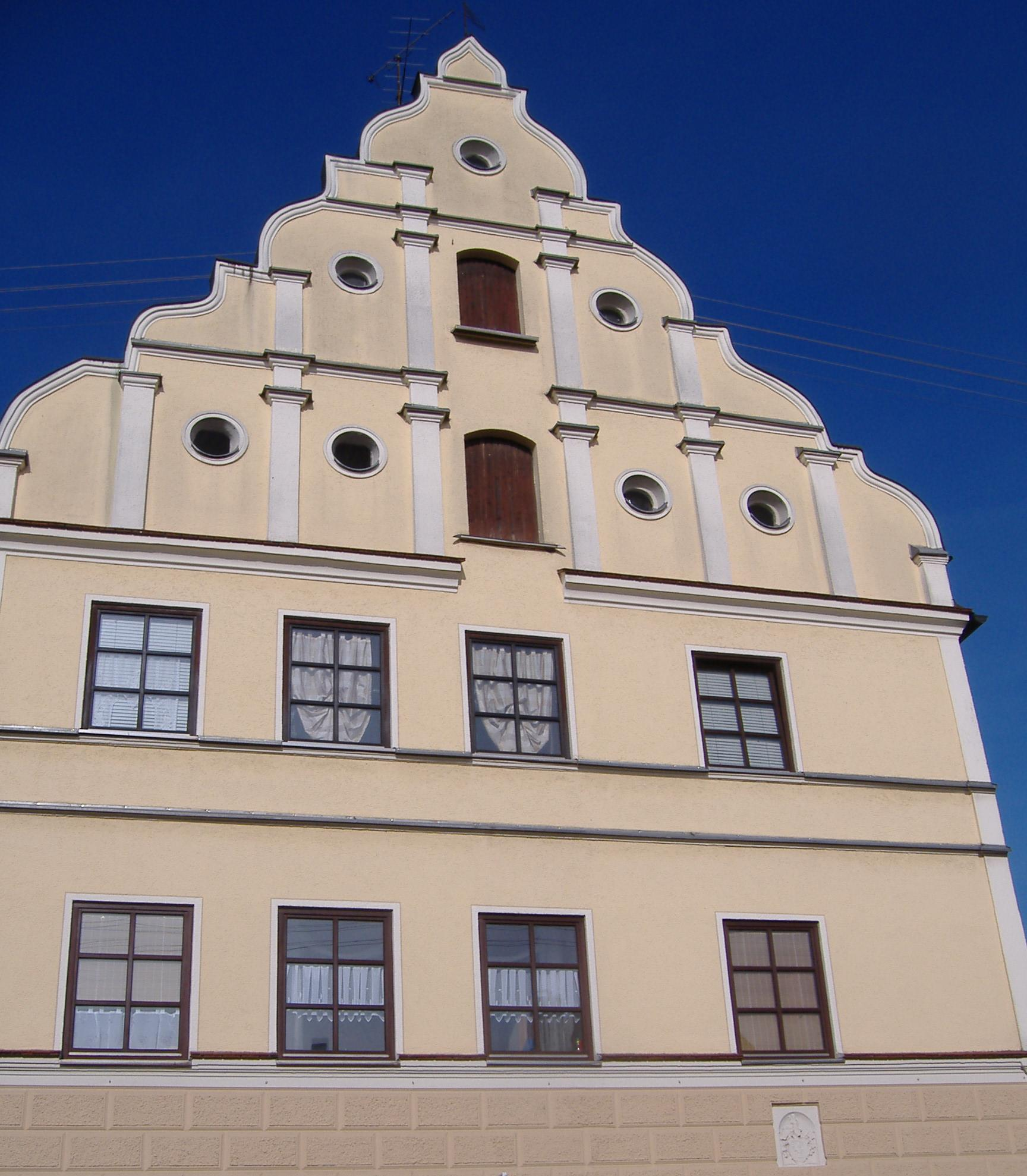
旧カストナーハウス

## 経済と社会資本

### 経済
ヘーヒシュテット・アン・デア・ドナウは交通の便が良い。インゴルシュタットとウルムとを結ぶ連邦道 B16号線沿いにあり、アウトバーン A8号 ミュンヘン - アウクスブルク線に20分以内にアクセスすることができる。駅はヘーヒシュテット市街地に直結しており、バスやオンデマンドバスと適切に接続している。
北部産業地区やオーバーグラウハイマー通り産業地区は、近年、低い税率と手頃な土地価格から人気の企業進出地となっている。
この街にある有名な企業としては、グリュンベック・ヴァッサーアウフベライトゥング（浄水設備）、ノスタタナー、ヴェルタファーム（製薬会社）がある。

### 交通

#### 道路
市内を連邦道16号線（カーム - フュッセン）が通っている。アウトバーン A7号泉（ヴュルツブルク - ウルム）はギーンゲン/ヘルブレヒティンゲン・インターチェンジ経由で、A8号線（ミュンヘン - シュトゥットガルト）はブルガウ・インターチェンジ経由でアクセスする。

#### 鉄道
ヘーヒシュテット駅はインゴルシュタット - ノイオフィンゲン線の駅で、アギリス鉄道会社のレギオナルバーンが運行している。日中は1時間間隔でインゴルシュタット方面およびウルム方面への列車が発着する。

#### 自転車道
この街は、国際的なドナウ自転車道および大西洋から黒海までヨーロッパを貫くユーロヴェロ自転車道6号線沿いにある。

## 人物

### 出身者
- フランツ・クサヴァー・ブロンナー（1758年 - 1850年）スイスの詩人、出版者。
- テオドール・シェーラー（1889年 - 1951年）軍人。陸軍中将。
- マルコ・コンラート（1974年 - ）サッカー選手、指導者。

## 関連図書
- Heinrich Letzing (1981). “Sonderheim”. In Adolf Layer. Höchstädt an der Donau. Eine kleine Stadt mit großem Namen. Höchstädt: Festbuch zur 900-Jahr-Feier der Stadt Höchstädt. pp. 395–399
- Arbeitskreis Bildband 1704/2004 der Stadt Höchstädt, ed. 1704–2004. Die Schlacht bei Höchstädt/Blindheim. ISBN 978-3-00-016329-6